# 米沢市立北部小学校
米沢市立北部小学校（よねざわしりつ ほくぶしょうがっこう）は山形県米沢市中央7丁目にある公立小学校。

## 学校教育目標
この学校の学校教育目標は以下である。
- じょうぶな子ども
- 思いやりのある子ども
- よく考える子ども
- がんばりぬく子ども

## 沿革
出典
- 1910年（明治43年）1月 - 米沢市立北部小学校設立。
- 1911年（明治44年）9月 - 創立記念式当日に校歌制定。
- 1913年（大正2年）9月 - 校舎増築落成（中校舎）。
- 1915年（大正4年）9月 - 校旗樹立式挙行（現校旗）。
- 1920年（大正9年）4月 - 米沢市立北部尋常高等小学校と改称。
- 1922年（大正11年）4月 - 米沢市立北部尋常小学校と改称。
- 1927年（昭和2年）9月 - 西体操場と用具室新設。
- 1933年（昭和8年）4月 - 校区変更となり28町となる（現学区）。
- 1941年（昭和16年）4月1日 - 国民学校令により、米沢市立国民学校と改称。
- 1947年（昭和22年）4月1日 - 学制改革により、米沢市立北部小学校と改称。
- 1949年（昭和24年）9月 - 創立40周年記念事業として、放送設備が寄贈された。
- 1958年（昭和33年）3月 - 東体育館新設。
- 1962年（昭和37年）10月 - 給食調理室新設。
- 1964年（昭和39年）7月 - 学校プール完成。
- 1965年（昭和40年）9月 - 創立55周年記念事業として、放送設備・印刷機が寄贈される。
- 1968年（昭和43年）3月 - 全教室にテレビ設置。
- 1972年（昭和47年）4月 - 言語障害特殊学級（ことばの教室）開設。
- 1973年（昭和48年）
  - 3月 - 校舎改築工事完成。
  - 6月 - 校舎整備完成し、校舎竣工祝賀会開催。改築記念事業として、テレビ放送設備他備品整備を受ける
- 1974年（昭和49年）
  - 6月 - 体育遊具設備と花壇が完成。
  - 11月 - 観察池完成。
- 1976年（昭和51年）9月 - 岩石実験園完成。
- 1977年（昭和52年）
  - 3月 - 各教室にカラーテレビ設置。
  - 8月 - プール脱衣室施設建築。
- 1978年（昭和53年）
  - 10月 - 校門前花壇造成。
  - 12月 - 給食調理室改築工事完成。
- 1979年（昭和54年）9月 - 創立記念日に北斗会主催のバザー開催。
- 1980年（昭和55年）9月 - 創立70周年記念式典挙行し、祝賀会開催。
- 1981年（昭和56年）
  - 3月 - 北部小学校西体育館・グランド拡張期成同盟会を結成。
  - 4月 - 精神薄弱特殊学級（生活学級）開設。
  - 7月 - 西体育館改築に伴うお別れ会開催。西昇降口改築完成。
  - 8月 - 西体育館解体作業開始。
- 1982年（昭和57年）
  - 1月 - 東体育館付属便所改築完成。西体育館改築竣工引き渡し式挙行。
  - 2月 - 北部小学校西体育館改築・設備充実・式典委員会を開く。
  - 6月 - 北部小学校西体育館改築・竣工し、祝賀会開催。
- 1983年（昭和58年）1月 - 中庭に小鳥及び小動物飼育観察小屋建設。
- 1985年（昭和60年）4月 - グランド放送設備更新。校舎前及び中庭の花壇改修。
- 1986年（昭和61年）
  - 3月 - 東体育館放送設備更新。
  - 9月 - 創立100周年に向けタイムカプセル封入。
- 1987年（昭和62年）
  - 7月 - 北校舎大規模改修。
  - 11月 - 南校舎東駐車場の舗装工事完了。
  - 12月 - 校舎南に防犯水銀灯設置。
- 1988年（昭和63年）
  - 3月 - 南校舎壁面に「輝け北斗の星」看板設置。
  - 7月 - 南校舎大規模改修。
  - 8月 - 下水道完備による全校トイレ水洗化。
- 1989年（平成元年）
  - 7月 - 米沢市立北部小学校地区運動会開催。
  - 10月 - 東南部花壇完成。
  - 11月 - グランド防球ネット工事完了。
- 1990年（平成2年）9月 - 創立80周年記念式挙行。
- 1992年（平成4年）8月 - 東体育館屋根全面改修。
- 1994年（平成6年）4月 - 通級指導教室（言語）開設。
- 1995年（平成7年）5月 - 創立85周年記念事業「電子オルガン奏者 大島彰先生の講演と演奏の会」開催。
- 1997年（平成9年）2月 - プール改修完成。
- 1998年（平成10年）
  - 6月 - 北部小学校・北部地区合同運動会開催。
  - 12月 - 西体育館壁面「はばたけ 希望の空へ」の標語設置。
- 1999年（平成11年）11月 - 西体育館屋根補修工事。
- 2000年（平成12年）9月 - 創立90周年記念式挙行。
- 2001年（平成13年）11月 - 北校舎壁面全面改修。
- 2002年（平成14年）11月 - 南校舎壁面全面改修。
- 2007年（平成19年）
  - 6月 - 東体育館解体工事。
  - 7月 - 校舎耐震補強工事。
- 2009年（平成21年）9月 - 創立百周年記念須貝智郎さんミニコンサート（記念曲「あいさつの詩」披露）開催。
- 2010年（平成22年）
  - 4月 - 知的障がい特別支援学級「なのはな」復級。自閉・情緒障がい特別支援学級「あおば」新設。
  - 9月 - 創立百周年記念式典挙行し、祝賀会開催。　須貝智郎さんコンサート開催。
- 2011年（平成23年）10月 - 北部小学校のシンボルの樹（ポプラ）自然倒木のため撤去。
- 2013年（平成25年）24月 - LD・ADHD通級指導教室「ポプラ」教室新設。
- 2014年（平成26年）11月 - 歴代校長写真額を校長室に設置。
- 2015年（平成27年）9月 - 「あいさつの樹」掲額式挙行。
- 2017年（平成29年）9月 - 東屋内運動場増改築工事開始。
- 2018年（平成30年）
  - 8月 - 東屋内運動場増改築工事完了。
  - 11月 - 暖房設備改修工事完了。
- 2019年（令和元年）
  - 7月 - 木造校舎解体工事開始。
  - 12月 - 遊具設置工事完了。
- 2020年（令和2年）
  - 2月 - 木造校舎解体体及び渡り廊下増改築工事完了。
  - 3月 - 普通教室空調設備工事完了。同月、新型コロナウイルス感染拡大により、本校を含む市内全小中学校が臨時休校の措置を採る。
  - 6月 - 通常授業再開。
  - 9月 - 創立110周年記念式典挙行。

## 学校経営の方針
1. 学校教育目標の具現化に向けて教職員が一致協力し、機能する組織体として活力ある学校経営に努める。
2. 学校経営と学級経営の一貫性を図り、共感的な児童理解を通して児童・保護者と教員との信頼関係を構築する。
3. 学校研究を中核とし、「主体的・対話的で深い学びのある授業（探究型学習）」を推進し、これからの時代を生き抜く確かな力を育てる。
4. 保護者や地域と課題や成果を共有し、創意ある教育課程を編成する。
5. 基本的人権を尊重し、豊かなかかわりの中で、「自尊感情と思いやりの心」を育てるとともにいじめや不登校の未然防止と適切な対応に努める。
6. 危機管理体制を整え、学校災害や事故の未然防止に努める。
7. ゆとりと余裕をもって業務に取り組むことで、子ども達に対して効果的な教育活動を行うことができるよう、職員全員で「働き方改革」を進める[3]。

## 通学区域と進学先中学校
出典

### 通学区域
- 春日1丁目、春日2丁目、春日3丁目、春日4丁目、春日5丁目、城北1丁目（1番、2番(1号〜7号・36号〜52号)、3番(1号〜3号・28号〜54号)、4番、5番、6番、7番(1号〜14号・26号〜36号)、8番(1号〜6号)）、城北2丁目、中央2丁目（1番(14号〜28号)、2番(9号〜19号)、6番(30号〜51号)、7番、8番）、中央3丁目（1番、2番(21号〜25号)、5番(1号〜4号・30号〜42号)、6番(1号〜11号・35号〜74号)、7番、8番、9番(1号・32号〜40号)、中央4丁目（1番(1号〜17号・52号〜88号)、2番(15号〜34号)ま、3番、4番、5番、6番、7番、8番、9番、10番、11番）、中央5丁目、中央6丁目、中央7丁目、徳町、西大通1丁目（1番(27号〜51号)、2番(8号・30号〜35号)、5番(1号)、6番(2号〜13号・97号〜103号)、松が岬3丁目（1番(1号〜4号)、栄町、金池1丁目、金池2丁目、金池3丁目、金池4丁目、金池5丁目、金池6丁目、金池7丁目、金池8丁目

### 進学先中学校
- 米沢市立第四中学校

## 周辺
- 学校法人椎野学園
  - 米沢中央幼稚園 - 米沢市道をはさんで、敷地が隣接。かつ、進学前幼稚園のひとつ。
  - 米沢中央高等学校 - 米沢中央幼稚園に隣接。
- イオン米沢店
  - イオンシネマ米沢 - 敷地が隣接。
- 春日ふれあい公園
- 一般財団法人三友堂病院三友堂病院看護専門学校 - 米沢市道をはさんで、敷地が隣接。
- このほか、正福寺などの寺院も点在。

## アクセス
- 米沢市市民バス[5]「循環路線」・「学園都市線」で、「イオン米沢前」停留所より、校地西側の門まで、
  - 循環左回りルート・学園都市線米沢駅行（信夫町経由・城西郵便局前経由）のりばから、徒歩約115m・約2分。
  - 循環右回りルートのりばから、徒歩約410m・約6分。
    - なお、循環右回りルートのりばから学校西門まで、直線距離は約135mほどだが、イオンシネマ米沢とほっともっと米沢中央店付近の山形県道152号米沢環状線に横断歩道が設置されておらず、春日皮フ科付近の横断歩道が設置されている交差点まで廻る必要がある為、大きく遠廻りとなる。
    - また、学園都市線は、片方向の運行となる。
- JR東日本山形新幹線・奥羽本線（山形線）・米坂線米沢駅より、
  - 上述の米沢市市民バスに乗車し、「イオン米沢前」停留所下車後、徒歩。
    - 循環左回りルートで「イオン米沢前」停留所まで13分（米沢駅東口(始発停留所)からは18分）。
    - 学園都市線で「イオン米沢前」停留所まで28分。
    - 循環右回りルートで「イオン米沢前」停留所まで38分（米沢駅東口(始発停留所)からは43分）。

  - 車で約3.2km・約6分。